# Гра пам'яті
«Гра пам'яті» (англ. Backtrace) — кримінальна драма 2018 року спільного виробництва США та Канади з Сільвестером Сталлоне в головній ролі.

## Сюжет
Злочинцю, який пограбував банк вдається заховати 15 мільйонів доларів, після того як його поплічників було вбито, хоча й він сам отримує поранення. Через сім років після цих подій, його двоє синів, за допомогою ін'єкції витягають спогади, щоб знайти місце, де заховані награбовані гроші. Місцевому поліцейському Сайксу вдається розкрити корумповану схему та притягнути до відповідальності. Проте Сайкс вирішує відпустити головного підозрюваного, бо сім років в психіатричній лікарні було достатнім покаранням для розбійника.

## У ролях
| Актор                | Роль            |
| -------------------- | --------------- |
| Сильвестр Сталлоне   | Сайкс           |
| Раян Гузман          | Лукас           |
| Меттью Модайн        | Макдональд      |
| Крістофер Макдональд | Френкс          |
| Гаррісон Гілбертсон  | Шон             |
| Медов Вільямс        | Ерін            |
| Колін Ігглсфілд      | детектив Картер |
| Гезер Йогансен       | Сара            |
| Тайлер Джон Олсон    | Фаррен          |
| Лідія Галл           | доктор Ніколс   |
| Тамара Белоус        | Мелісса         |

## Створення фільму

### Виробництво
Зйомки фільму проходили в Саванні і тривали 14 днів.

### Знімальна група
- Кінорежисер — Браян А. Міллер
- Сценарист — Майк Мейплс
- Кінопродюсери — Рендолл Емметт, Джордж Фурла, Метт Лубер, Метт Стюарт
- Кінооператор — Пітер Голленд
- Художник-декоратор — Джорджия Шваб[4]

## Сприйняття
Фільм отримав негативні відгуки. На сайті Rotten Tomatoes оцінка стрічки становить 13 % на основі 8 відгуків від критиків (середня оцінка 2,1/10) і 44 % від глядачів із середньою оцінкою 2,9/5 (41 голос). Фільму зарахований «гнилий помідор» від кінокритиків та «розсипаний попкорн» від глядачів, Internet Movie Database — 3,6/10 (1 085 голосів).